# Очилат шипоопашат гущер
Очилатите шипоопашати гущери (Uromastyx ocellata), наричани също очилати мастигури, са вид влечуги от семейство Агамови (Agamidae).
Разпространени са в североизточните части на Африка. Достигат маса от 225 грама и дължина около 28 сантиметра. Мъжките са яркосини с жълти и оранжеви петна по гърба, а женските са по-светли и по-едри.